# Litoral Norte
Litoral Norte este o arie protejată (sit de importanță comunitară — SCI) din Portugalia întinsă pe o suprafață de 2.798,03 ha, integral pe uscat.

## Localizare
Centrul sitului Litoral Norte este situat la coordonatele 41°30′44″N 8°47′36″W / 41.5122°N 8.7933°V.

## Înființare
Situl Litoral Norte a fost declarat sit de importanță comunitară în octombrie 1998 pentru a proteja 1 specie de plante și 6 specii de animale.

## Biodiversitate
Situată în ecoregiunile atlantică și marină Atlantică, aria protejată conține 20 de habitate naturale: Bancuri de nisip acoperite în permanență slab de apă marină, Estuare, Terase mlăștinoase și terase nisipoase neacoperite de apă la reflux, Recifuri, Vegetație anuală la limita mareei, Faleze cu vegetație de pe coastele atlantice și baltice, Salicornia și alte specii anuale care populează regiunile mlăștinoase și nisipoase, Pajiștile Spartina (Spartinion maritimae), Pășuni atlantice udate de apa mării (Glauco-Puccinellietalia maritimae), Tufărișuri halofile mediteraneene și termo-atlantice (Sarcocornetea fruticosi), Dune mobile cu vegetație embrionară, Dune mobile de-a lungul țărmului cu Ammophila arenaria („dune albe”), Dune de coastă fixe cu vegetație erbacee („dune gri”), Dune fixe decalcificate atlantice (Calluno-Ulicetea), Dune împădurite din regiunile atlantică, continentală și boreală, Depresiuni intradunale umede, Dune cu vegetație ierboasă Malcolmietalia, Dune împădurite cu Pinus pinea și/sau Pinus pinaster, Vegetație psamofilă uscată cu pășuni deschise de Corynephorus și Agrostis, Păduri aluvionare cu Alnus glutinosa și Fraxinus excelsior (Alno-Padion, Alnion incanae, Salicion albae).
La baza desemnării sitului se află mai multe specii protejate:
- plante (1): Jasione lusitanica
- amfibieni (1): Discoglossus galganoi
- pești (4): Alosa alosa, Alosa fallax, Petromyzon marinus, somonul (Salmo salar)
- reptile (1): Lacerta schreiberi

Pe lângă speciile protejate, pe teritoriul sitului au mai fost identificate 15 specii de plante, 4 specii de amfibieni, 2 specii de mamifere, 3 specii de reptile.